# 金剛寺駅
金剛寺駅（こんごうじえき）は、かつて鹿児島県国分市中央2丁目（現在の霧島市国分中央2丁目）に設置されていた、日本国有鉄道（国鉄）大隅線の駅（廃駅）である。大隅線の廃止に伴い、1987年（昭和62年）3月14日に廃駅となった。

## 歴史
- 1972年（昭和47年）9月9日：海潟温泉 - 国分間の延伸開業（大隅線の全線開通）と同時に、新設[1]。無人駅[2]。
- 1987年（昭和62年）3月14日：大隅線の全線廃止に伴い、廃駅となる[1]。

## 駅構造
単式ホーム1面1線を有する駅であり、無人駅であった。ホーム上に待合所を併設していたが、駅舎は無かった。

## 駅周辺
- 金剛寺跡
  - 駅名の元になった寺で、島津義久の墓がある。
- 国分城山公園
- 鹿児島県立国分高等学校
- 霧島市立国分小学校
- 京セラ鹿児島国分工場

## 廃止後の現状
駅跡地は一般道と化し、跡形は全く残っておらず、石碑なども建立されていない。
※2009年現在。

## 隣の駅
日本国有鉄道
大隅線
銅田駅 - 金剛寺駅 - 国分駅